# Shimogō
Shimogō (下郷町?) è una cittadina giapponese della prefettura di Fukushima.